# AcFun
AcFun (chiń. 弹幕视频网) – chiński serwis internetowy umożliwiający udostępnianie treści wideo. Został uruchomiony w 2007 roku.
Platforma strumieniowa AcFun jako pierwsza w kraju wprowadziła możliwość interakcji między użytkownikami w czasie rzeczywistym.